# Комментарий к канону водных путей
Комментарий к канону водных путей (кит. трад. 水經註, упр. 水经注, пиньинь shuǐ jīng zhù, палл. Шуй цзин чжу) — трактат по древнекитайской географии. излагающий традиционное понимание её водных путей и древних каналов, составленный Ли Даоюанем во времена династии Северная Вэй (386—534 гг.). Книга разделена на разделы по рекам, каждая из которых описана с указанием истока, русла и основных притоков с добавлением культурных и исторических заметок.

## История
Основой для «Комментария» послужил ныне утерянный трактат «Канон водных путей», содержавший 137 глав, каждая из которых описывала одну реку, из которых на момент появления «Комментария…» сохранилось, вероятно, 123 главы. В Шуй цзин чжу описано на 1252 рек больше, чем в Шуй цзин, и исправлено 60 с лишним ошибок. Помимо гидрологической информации «Комментарий» содержит описания соседних территорий, поселений, информацию о климате и истории, включая местные легенды.
Относительно авторства этого трактата существуют разногласия:
- «Тан лю дянь 典» («Шесть устоев [эпохи] Тан», 738) полагает, что трактат создан восточно-ханьским учёным и географом Сан Цинем (220—280 гг. н. э.)[4];
- «Цзю Тан шу» («Старая книга [об эпохе] Тан», 1000—1002) считает, что автором является Го Пу (276—324);
- «Суй шу» («Книга [об эпохе] Суй», 621—636) считает Го Пу комментатором оригинального трактата;
- «Синь Тан шу» («Новая книга [об эпохе] Тан», 1045—1060) считает Сан Циня и Го Пу возможными авторами;
- Чжэн Цяо (1104—1162) в «Тунчжи» («Всепроницающий трактат», 1161) определил Сань Циня — автором, Го Пу — комментатором;
- Ху Вэй (1633—1714) счел трактат результатом работы нескольких человек, писавших в разное время от I до нач. V в.;
- «Сы ку цюань шу цзун му ти яо» («Сводный каталог всех книг четырёх хранилищ с извлечением главного», 1782) считает, что автор трактата неизвестен и работал в эпоху Сань-го (III в.).

В эпоху Мин «Комментарий» вошёл в универсальную энциклопедию «Юн-лэ да дянь» («Великий свод [периода] Юн-лэ», 1404).
Трактат в дальнейшем комментировали многие известные географы:
- Чжу Моувэй 朱 (ум. в 1624) в «Шуй цзин чжу цзянь 笺» («„Канон вод/рек“ с комментариями и толкованиями», 1615);
- Цюань Цзуван (1705—1755) в «Ци цзяо шуй цзин чжу» («„Канон вод/рек“ с семью сверками»)
- Чжао Ицин (1710/1711-1764) в «Шуй цзин чжу ши» («„Канон вод/рек“ с комментариями и объяснениями», 1754
- Дай Чжэнь (1724—1777) в «Шуй цзин чжу У-ин-дянь цзюй чжэнь бэнь» («„Канон вод/рек“ из драгоценных томов, собранных во Дворце Военного героизма»)
- Ван Шичжэнь (1803—1889) в «Шуй цзин чжу ту цзи фу лу» («„Канон вод/рек“ с комментариями и изображениями, а также дополнительными записями»)
- Чэнь Ли (1810—1882) в «Шуй цзин чжу ти ган» («Выявление основ „Канона вод/рек“ с комментариями») и «Шуй цзин чжу си-нань чжу-шу као» («Исследование вод/рек Юго-Запада согласно „Канону вод/рек“ с комментариями»)
- Ван Сяньцянь (1842—1917) в «Хэ цзяо шуй цзин чжу» («„Канон вод/рек“ со сводной сверкой»; совр. изд.: Чэнду, 1985)
- Ян Шоуцзин (1839—1915) и Сюн Хуйчжэнь (ум. 1936) в «Шуй цзин чжу шу» («„Канон вод/рек“ с комментариями и толкованиями», 1904; совр. изд.: Нанкин, 1989) и «Шуй цзин чжу ту» («„Канон вод/рек“ с комментариями и изображениями», 1905)
- Ван Говэй (1877—1927) в «Шуй цзин чжу Ван цзяо бэнь» («Том „Канона вод/рек“ со сверкой Вана», 1925; совр. изд.: Шанхай, 1984, ред. Юань Ин-гуан, Лю Инь-шэн).

Версия Ли Даоюаня содержит 300 000 иероглифов.
Кроме рек описано 500 озер и болот, более 200 источников и колодцев, более 30 подводных течений, более 60 водопадов, 46 карстовых пещер, 31 горячий источник, более 90 мостов. Описаны архитектурные объекты — более 30 древних башен в Китае и за рубежом, более 120 дворцов, более 260 различных гробниц и 26 храмов.
Описание Хуанхэ и её водной системы занимает пять томов, составляющих 1/7 всего теста «Шуй цзин чжу». В последнем из пяти томов также описана гидрогеография Ганга, Инда и Бенгальского залива.
Среди ошибок «Комментариев» — Миньцзян, приток Янцзы, там назван её истоком. Верно его поименовали только во времена династии Мин: Сюй Сяке правильно указал реку Цзиньша в качестве основного истока Янцзы.